# Amy Peterson
Pour les articles homonymes, voir Peterson.
Amy Peterson, née le 29 novembre 1971, est une patineuse de vitesse sur piste courte américaine.
Peterson a participé à cinq Jeux olympiques d'hiver consécutifs (1988, 1992, 1994, 1998 et 2002) en remportant une médaille d'argent et deux de bronze.
En 2002, elle est le porte-drapeau olympique des États-Unis.

## Palmarès
- Jeux olympiques d'hiver de 1992
  -  Médaille d'argent au relais 3 000 mètres féminin
- Jeux olympiques d'hiver de 1994
  -  Médaille de bronze au 500 mètres féminin
  -  Médaille de bronze au relais 3 000 mètres féminin